# Kew
Kew er en bydel i London kommunen Richmond upon Thames i det sydvestlige London, på den sydlige side af Themsen.
Kew er hjemsted for det britiske rigsarkiv. Desuden ligger de botaniske haver Kew Gardens i bydelen. Kew Gardens blev verdensarv i 2003.
De engelske malere Thomas Gainsborough og Joshua Kirby og den tyske maler Johann Zoffany er begravet i Kews sognekirke, der er viet til Sankt Anna (engelsk: Saint Anne's Church).